# Estudiantina portuguesa
Estudiantina portuguesa es un fado compuesto en 1950 por el maestro Padilla para incluirse en el repertorio de la revisa musical española La hechicera en palacio, protagonizada por Celia Gámez.

## Descripción
Identificada tanto como fado como pasacalle, el tema es un canto de amor y admiración hacia la nación portuguesa. Se suele interpretar con la persona solista y su acompañamiento, ataviados al modo de la tuna del país luso, mandolina en mano.
El estreno de la revista tuvo lugar en el Teatro Alcázar de Madrid el 23 de noviembre de 1950, con rotundo éxito. Sin embargo, ya desde el primer momento se destacó la pieza Estudiantina portuguesa como elemento cumbre de la obra, a la que desbordó en popularidad, llegando a convertirse en uno de los sencillos musicales de mayor éxito en España en el año 1951 y calificada como una de las composiciones más notables de su género.
La música inicialmente estaba pensada para acompañar un número menor de la revista, a interpretar, en tono cómico, por Olvido Pérez y Pepe Bárcenas, si bien a instancias de la propia Gámez pasó a convertirse en el tema principal de la revista interpretado por ella misma, para lo que se le cambió la letra.
La canción se convirtió en un himno patriótico cantado por los insurgentes en la Revolución de los claveles de Portugal, de 1974.

## Versiones
La tuna universitaria lo ha incorporado a su repertorio como una de sus canciones más emblemáticas.
Además ha sido interpretada, entre otras, por Lina Morgan e Ingrid Garbo (en la película Dos chicas de revista, 1972), Marujita Díaz (1976), Rocío Jurado (para TVE, 1976), Esperanza Roy (en el espectáculo Por la calle de Alcalá, 1983), Concha Velasco (en el programa de televisión La comedia musical española, 1985) y Fedra Lorente (en la película Hotel Danubio, 2003). También fue versionada por la banda The Kelly Family (1979).